# Goliath (serial telewizyjny)
Goliath – amerykański serial telewizyjny (dramat obyczajowy), wyprodukowany przez Amazon Studios oraz Picrow, którego twórcami są David E. Kelley i Jonathan Shapiro. Wszystkie 8 odcinków pierwszego sezonu zostało udostępnionych 16 października 2016 roku na stronie internetowej platformy Amazon Studios.

## Fabuła
Serial skupia się na Billym McBridzie, który chce odkupienia wszystkich swoich dotychczasowych złych czynów popełnionych jako prawnik. Próbuje zniszczyć gigantyczną kancelarię prawną, którą wcześniej pomógł stworzyć.

## Obsada

### Główna
- Billy Bob Thornton jako Billy McBride[2]
- William Hurt jako Donald Cooperman[3]
- Olivia Thirlby jako Lucy Kittridge[4]
- Maria Bello jako Julie McBride[5]
- Sarah Wynter jako Gina[6]
- Molly Parker jako Callie Senate[7]
- Britain Dalton jako Jason Larson[8]
- Nina Arianda jako Patty Solis-Papagian[9]
- Tania Raymonde jako Brittany Gold[10]
- Dwight Yoakam jako Wendell Corey[11]
- Harold Perrineau jako sędzia Roston Keller[11]
- Damon Gupton jako Leonard Letts

### Role drugoplanowe
- Diana Hopper jako Denise McBride[12]
- Jason Ritter jako agent Farley[13]
- Ana de la Reguera jako Marisol Silva[14]
- Dominic Fumus jako detektyw Keith Roman[15]
- Morris Chestnut jako Hakeem Rashad[16]
- Mark Duplass jako Tom Wyatt[17]
- Alexandera Billings jako Martha Wallace, sędzia[18]
- Matthew Del Negro jako Danny Loomis[19]

## Odcinki
| Sezon | Sezon | Odcinki | Oryginalna emisja Amazon Studios | Oryginalna emisja Amazon Studios | Oryginalna emisja | Oryginalna emisja | Oryginalna emisja |
| Sezon | Sezon | Odcinki | Premiera sezonu                  | Finał sezonu                     | Premiera sezonu   | Finał sezonu      |                   |
| ----- | ----- | ------- | -------------------------------- | -------------------------------- | ----------------- | ----------------- | ----------------- |
|       | 1     | 8       | 16 października 2016             | 16 października 2016             | —                 | —                 |                   |
|       | 2     | 8       | 15 czerwca 2018                  | 15 czerwca 2018                  | —                 | —                 |                   |

### Sezon 1 (2016)
| Nr | # | Tytuł                | Reżyseria         | Scenariusz                        | Premiera Amazon Studios | Premiera     |
| -- | - | -------------------- | ----------------- | --------------------------------- | ----------------------- | ------------ |
| 1  | 1 | Of Mice and Men      | Lawrence Trilling | David E. Kelley, Jonathan Shapiro | 16 października 2016    | nieemitowany |
| 2  | 2 | Pride and Prejudice  | Alik Sakharov     | Jonathan Shapiro, David E. Kelley | 16 października 2016    | nieemitowany |
| 3  | 3 | Game On              | Bill D'Elia       | Jonathan Shapiro, David E. Kelley | 16 października 2016    | nieemitowany |
| 4  | 4 | It's Donald          | Alik Sakharov     | Jonathan Shapiro                  | 16 października 2016    | nieemitowany |
| 5  | 5 | Cover Your Ass       | Anthony Hemingway | Jonathan Shapiro                  | 16 października 2016    | nieemitowany |
| 6  | 6 | Line of Fire         | Lawrence Trilling | Jonathan Shapiro                  | 16 października 2016    | nieemitowany |
| 7  | 7 | Beauty and the Beast | Lawrence Trilling | Jonathan Shapiro, David E. Kelley | 16 października 2016    | nieemitowany |
| 8  | 8 | Citizens United      | Lawrence Trilling | Jonathan Shapiro, David E. Kelley | 16 października 2016    | nieemitowany |

### Sezon 2 (2018)
| Nr | # | Tytuł           | Reżyseria         | Scenariusz                                  | Premiera Amazon Studios | Premiera     |
| -- | - | --------------- | ----------------- | ------------------------------------------- | ----------------------- | ------------ |
| 9  | 1 | La Mano         | Lawrence Trilling | Ben Myer                                    | 15 czerwca 2018         | nieemitowany |
| 10 | 2 | Politics        | Lawrence Trilling | Noelle Valdivia, Tony Saltzman              | 15 czerwca 2018         | nieemitowany |
| 11 | 3 | Fresh Flowers   | Dennie Gordon     | Jennifer Ames, Steve Turner, Marisa Wegrzyn | 15 czerwca 2018         | nieemitowany |
| 12 | 4 | Alo             | Dennie Gordon     | Noelle Valdivia, Tony Saltzman              | 15 czerwca 2018         | nieemitowany |
| 13 | 5 | Who's Gabriel   | Dennie Gordon     | Tony Saltzman                               | 15 czerwca 2018         | nieemitowany |
| 14 | 6 | Two Cinderellas | Lawrence Trilling | Noelle Valdivia                             | 15 czerwca 2018         | nieemitowany |
| 15 | 7 | Diablo Verde    | Lawrence Trilling | Jennifer Ames, Steve Turner                 | 15 czerwca 2018         | nieemitowany |
| 16 | 8 | Tongue Tied     | Dennie Gordon     | Marisa Wegrzyn                              | 15 czerwca 2018         | nieemitowany |

## Produkcja
14 maja 2015 roku platforma Amazon zamówiła pilotowy odcinek serialu, który został stworzony przez Davida E. Kelley'ego i Jonathana Shapiro 30 lipca 2015 roku ogłoszono, że główną rolę w serialu zagra Billy Bob Thornton. W kolejnym miesiącu do obsady dołączyli: William Hurt, Olivia Thirlby, Maria Bello oraz Tania Raymonde. We wrześniu 2015 roku Sarah Wynter ogłosiła, że dołączyła do serialu i wcieliła się w rolę Giny. W listopadzie 2015 roku Britain Dalton i Molly Parker dołączyli do dramatu. 1 grudnia 2015 roku, platforma Amazon oficjalnie zamówiła pierwszy sezon serialu "Goliath". W marcu 2016 roku Nina Arianda dołączyła do dramatu. 15 czerwca 2016 roku ogłoszono, że do obsady serialu dołączyli "Dwight Yoakam i Harold Perrineau. 21 sierpnia 2016 roku Diana Hopper dołączyła do dramatu i wcieliła się w rolę córki McBridea. We wrześniu 2016 roku Jason Ritter, znany z Parenthood, został obsadzony w powracającej roli w serialu "Goliath".
14 lutego 2017 roku, platforma Amazon Studios przedłużyła serial o drugi sezon.
W maju 2017 roku, Ana de la Reguera i Dominic Fumas dołączyli do drugiego sezonu. W połowie czerwca 2017 roku, ogłoszono, że w serialu zagra Morris Chestnut jako Hakeem Rashad. W sierpniu 2017 roku, poinformowano, że rolę Toma Wyatta otrzymał Mark Duplass. W kolejnym miesiącu ogłoszono, że do obsady serialu dołączyli: Alexandera Billings i Matthew Del Negro. 
12 lutego 2018 roku, platforma Amazon Studios przedłużyła serial o trzeci sezon.
15 listopada 2019 roku platforma Amazon Studios ogłosiła zamówienie czwartego sezonu.